# Мишо, Александер

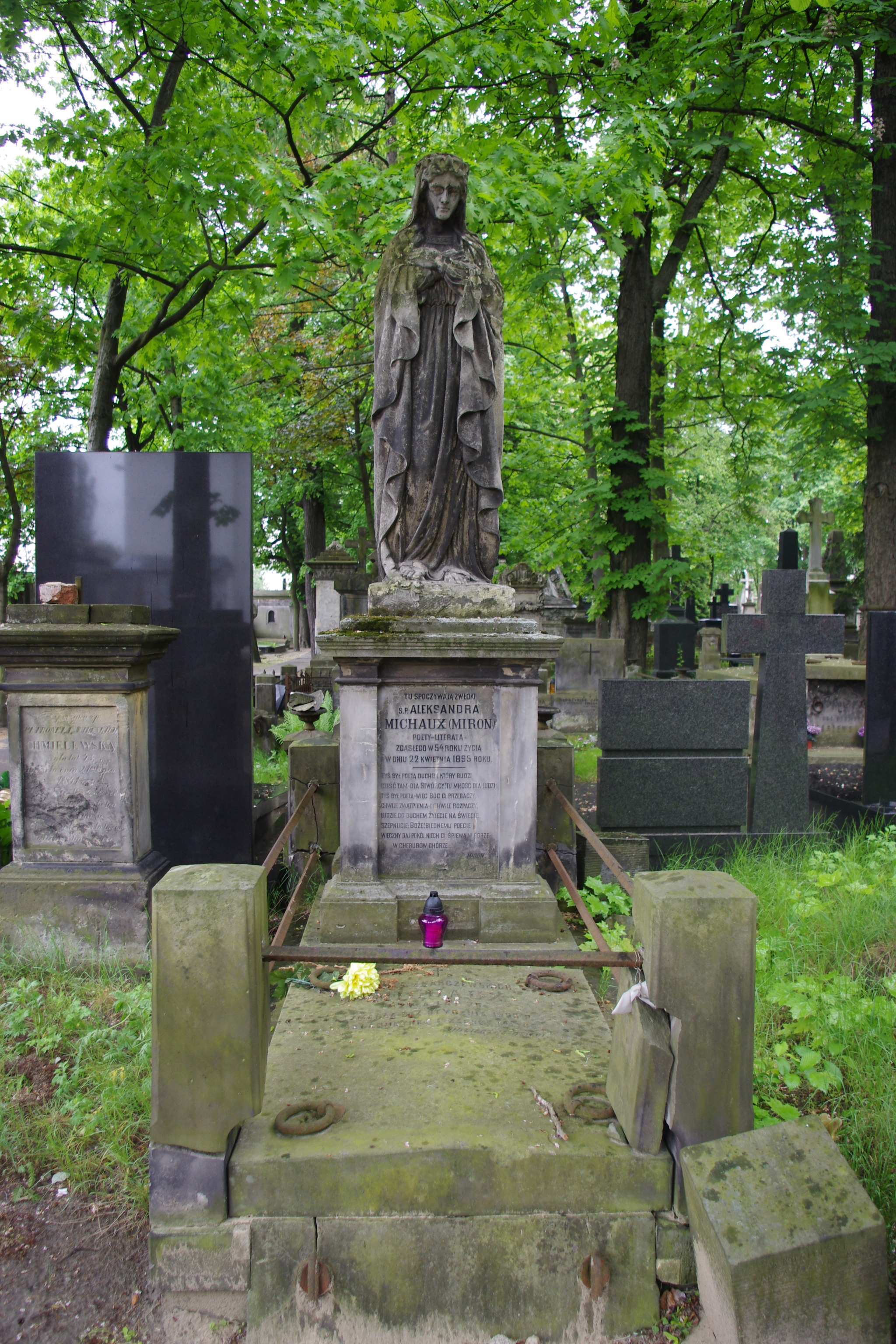
Семейное захоронение Мишо

Александер Мишо  (пол. Michaux Aleksander Adam; 1839—1895) — польский поэт (псевдоним Мирон) и журналист бельгийского происхождения; отец русского и польского фехтовальщика Ю. А. Мишо.

## Биография
Родился 28 ноября 1839 года в Варшаве. Его предки переехали в Польшу из Бельгии.
В 1868-1874 годах работал в газете Kurjer Warszawski («Курьер Варшавский»), писал очерки. Как поэт дебютировал в 1861 году, подписываясь псевдонимом Мирон. За свою недолгую жизнь опубликовал только один собственный труд «Поэзия» (1884). Был  автором слов к произведению Dziewczęcia i ptaka польского композитора Монюшко. В конце 1870-х годов прекратил работать как поэт. В 1867-1874 годах был совладельцем и соредактором «Курьера Варшавского».
Умер 22 апреля 1895 года в Варшаве. Похоронен в семейном захоронении на кладбище Старые Повонзки в Варшаве.
Был женат на Юлии Хёр (пол. Julia Höhr), у них был сын Юлиан.